# エルヴィル・ラコヴィッチ
エルヴィル・ラコヴィッチ’（ボスニア語:Elvir Laković、1969年3月15日 - ）、通称ラカ（Laka）は、ボスニア・ヘルツェゴビナのロック歌手である。
ユーゴスラビア社会主義連邦共和国・ボスニア・ヘルツェゴビナ社会主義共和国の東部ゴラジュデ（Goražde）に生まれ、音楽学校に通ってギターを習っていたが、学校での教え方や音楽に対する見方が気に入らずに辞めた。また、セルビアのニシュにて保健大学に2年間通っていたが、卒業していない。ボスニア・ヘルツェゴビナ紛争の間、ボスニア・ヘルツェゴビナ共和国軍に動員されていた。終戦後は6年間にわたり、複数の国際的な機関の下で働く。両親は故郷のゴラジュデに住んでおり、父親は法律家、母親は通信会社に勤めている。
音楽活動を始めた頃、ボスニアの有名な民謡をカフェなどで歌っていたが、知名度は高くなかった。1998年に最初の楽曲「Malo sam se razočar'o」を録音して大きな成功を収め、それ以降芸能界での活動を本格的に始めた。以降、「Vještica」、「Mor'o」、「Piškila」など多くの楽曲をリリースし、ボスニアでの人気を高めていった。2003年、楽曲「Ja sam mor'o」がボスニアのダヴォリン音楽賞（Davorin）の年間最優秀ロック曲を受賞した。
2004年、ラカはバンドを始めるためにアメリカ合衆国のニューヨークに移ったが、2年半の時を費やした後、成功せず失意のうちにボスニアに帰国した。しかし、2007年にはボスニアでソロ・アルバム『Zec』をリリースした。アルバム『Zec』はメナルト・レコーズによって隣国のクロアチアでもリリースされた。
ラカは、14歳年下の妹ミレナ（Mirela）とともに、2008年にベオグラードで行われたユーロビジョン・ソング・コンテストの2008年大会にボスニア・ヘルツェゴビナ代表として出場し、「Pokušaj」を歌い、準決勝を通過し決勝10位となった。また、同2009年大会では、ボスニア・ヘルツェゴビナの視聴者投票の結果をモスクワの会場に伝えるスポークスパーソンを務めた。

## アルバム
- 2007年: Zac